# Protoierakarios
Il prōtoierakarios o prōtohierakarios (in greco πρωτοϊερακάριος?, "primo falconiere"), anche prōthierakarios (πρωθιερακάριος), era una carica e un titolo onorifico della corte bizantina nei secoli XIII-XV.

## Storia e funzione
La carica compare per la prima volta nell'Impero di Nicea del XIII secolo, anche se ha chiaramente origini precedenti. La caccia era una passione particolare degli imperatori bizantini e la falconeria divenne sempre più popolare tra le classi più abbienti a partire dall'XI secolo, a giudicare dai riferimenti nelle fonti letterarie e dall'apparizione di manuali sulla falconeria. Nel XIV secolo, Andronico III Paleologo (r. 1328-1341) si dice che mantenesse più di mille cani da caccia e più di mille falchi.
Nel De officialibus palatii C.politani et de officiis magnae ecclesiae scritto da Pseudo-Codino alla metà del XIV secolo, la carica occupa il 48º posto nella gerarchia imperiale, tra il logothetēs tou stratiōtikou e il logothetēs tōn agelōn. Lo studioso francese Rodolphe Guilland ha suggerito che fosse strettamente associato al prōtokynēgos ("primo cacciatore"), che si trovava al 41º posto, e che i detentori della prima carica fossero promossi alla seconda. Secondo lo pseudo-Codino, le sue funzioni erano quelle di sorvegliare i guardiani dei falchi. In segno di ciò, portava alla cintura un guanto sinistro decorato con passamanerie d'oro e aquile di porpora. Per il resto, la sua uniforme era quella tipica dei cortigiani di medio livello: un cappello bordato d'oro (skiadion), un kabbadion di seta liscia e uno skaranikon (cappello a cupola) ricoperto di seta dorata e giallo limone e decorato con fili d'oro e immagini dell'imperatore davanti e dietro, rispettivamente raffigurato in trono e a cavallo. La carica poteva essere ricoperta da più persone contemporaneamente.
Il basso rango e la funzione oscura di questa carica fanno sì che i suoi titolari non siano spesso menzionati nelle fonti.

## Elenco deiprōtoierakarioiconosciuti
| Nome                | Mandato                    | Nominato da                | Note | Rif.              |
| ------------------- | -------------------------- | -------------------------- | --- | ----------------- |
| Teodoro Muzalon     | 1254–1258                  | Teodoro II Lascaris        | Fratello maggiore del favorito dell'imperatore, Giorgio Muzalon, secondo Giorgio Pachimere fu elevato alla carica come segno di favore nei confronti suoi e dei suoi fratelli, che erano stati compagni di Teodoro II da bambini. Giorgio Acropolite e Niceforo Gregorio riportano invece che fu nominato prōtokynēgos, forse a testimonianza di una promozione successiva. | [ 6 ] [ 7 ] [ 8 ] |
| Costantino Chadenos | c. 1274                    | Michele VIII Paleologo     | In precedenza era stato komēs tōn basilikōn hippōn, controllore generale delle finanze (megas logariastēs), eparca di Costantinopoli e pansebastos sebastos. | [ 9 ] [ 10 ]      |
| Abrampax            | fine del XIII secolo       | Andronico II Paleologo     | Forse una rielaborazione del nome musulmano Ibrahim. | [ 4 ] [ 11 ]      |
| Basilikos           | c. 1300                    | Andronico II Paleologo     | Nome sconosciuto. Destinatario di poesie di Manuele File, di origine turca, sposato con la prōtoierakaria Melane. Erroneamente identificato da Guilland con Demetrio Paleologo (vedi sotto). | [ 4 ] [ 12 ]      |
| [Leo] Bouzenos      | XIII o XIV secolo          | sconosciuto                | Promosso a prōtokynēgos, noto solo per il suo sigillo. | [ 13 ] [ 14 ]     |
| Demetrio Paleologo  | primo terzo del XIV secolo | Andronico II Paleologo (?) | Manuele File scrisse per lui un'orazione funebre. Zio del principe selgiuchide rinnegato Demetrio Sultano. | [ 4 ] [ 15 ]      |
| Sarantenos          | c. 1325–1328               | Andronico III Paleologo    | Nome di battesimo sconosciuto. Proprietario terriero nei pressi di Veroia, parente dello skouterios Teodoro Sarantenos. | [ 16 ]            |
| Giovanni Sinadeno   | prima del 1341             | Andronico III Paleologo    | Comandante della guarnigione di Costantinopoli nel 1328. Ricoprì la carica di prōtoierakarios qualche tempo prima della sua morte, avvenuta nel maggio 1341. | [ 4 ] [ 17 ]      |
| Iagoupes            | c. 1344                    | Giovanni V Paleologo       | Documentato come prōtoierakarios a Tessalonica nel 1344. | [ 18 ]            |
| Demetrio Komes      | c. 1344                    | Giovanni V Paleologo       | Documentato come prōtoierakarios a Tessalonica nel 1344. | [ 19 ]            |
| Teodoro Strongylos  | 1340                       | Giovanni VI Cantacuzeno    | Documentato a Costantinopoli nel 1348 | [ 4 ] [ 20 ]      |